# Porretta Terme
Porretta Terme is een voormalige gemeente en frazione in de Italiaanse metropolitane stad Bologna (regio Emilia-Romagna) en telt 4795 inwoners (31-12-2004). De oppervlakte bedraagt 33,9 km², de bevolkingsdichtheid is 137 inwoners per km². Porretta Terme ging samen met buurgemeente Granaglione op 1 januari 2016 op in de fusiegemeente Alto Reno Terme.

## Demografie
Porretta Terme telt ongeveer 2018 huishoudens. Het aantal inwoners daalde in de periode 1991-2001 met 0,4% volgens cijfers uit de tienjaarlijkse volkstellingen van ISTAT.
| Jaar | Inwoneraantal |
| ---- | ------------- |
| 1991 | 4665          |
| 2001 | 4646          |

## Geografie
De frazione ligt op ongeveer 349 meter boven zeeniveau.
Porretta Terme grenst aan de volgende gemeenten: Castel di Casio, Gaggio Montano, Lizzano in Belvedere, Pistoia (PT).
- Gemeinsame Normdatei: 4270628-2
- Library of Congress Control Number: n84019307
- MusicBrainz: 1c43ef26-8fc8-4eff-b7fe-3f903e71f98a
- Nationale Bibliotheek van Israël: 987007557508105171
- Virtual International Authority File: 133736549